# Tenuipalpus cyatheae
Tenuipalpus cyatheae är en spindeldjursart som beskrevs av Uri Gerson och Elsie Collyer 1984. Tenuipalpus cyatheae ingår i släktet Tenuipalpus och familjen Tenuipalpidae. Inga underarter finns listade i Catalogue of Life.